# Línia Boulogne-Lilla-Boulogne del TER
Aquestes són les estacions de la línia Boulogne-sur-Mer-Lilla-Boulogne-sur-Mer del TER, una xarxa ferroviària de França gestionada per la companyia SNCF.

## Estacions
| Estació               | Municipi           | Departament   | Coordenades                                             |
| --------------------- | ------------------ | ------------- | ------------------------------------------------------- |
| Boulogne-Ville        | Boulogne-sur-Mer   | Pas de Calais |                                                         |
| Boulogne-Tintelleries | Boulogne-sur-Mer   | Pas de Calais |                                                         |
| Wimille-Wimereux      | Wimille i Wimereux | Pas de Calais |                                                         |
| Marquise-Rinxent      | Rinxent            | Pas de Calais |                                                         |
| Le Haut-Banc          | Ferques i Rety     | Pas de Calais |                                                         |
| Caffiers              | Caffiers           | Pas de Calais |                                                         |
| Pihen                 | Pihen-lès-Guînes   | Pas de Calais |                                                         |
| Calais-Fréthun        | Fréthun            | Pas de Calais |                                                         |
| Les Fontinettes       | Calais             | Pas de Calais |                                                         |
| Calais-Ville          | Calais             | Pas de Calais |                                                         |
| Les Fontinettes       | Calais             | Pas de Calais |                                                         |
| Pont-d'Ardres         | Ardres             | Pas de Calais |                                                         |
| Nortkerque            | Nortkerque         | Pas de Calais |                                                         |
| Audruicq              | Audruicq           | Pas de Calais |                                                         |
| Ruminghem             | Ruminghem          | Pas de Calais |                                                         |
| Watten-Éperlecques    | Éperlecques        | Pas de Calais |                                                         |
| Saint-Omer            | Saint-Omer         | Pas de Calais |                                                         |
| Renescure             | Renescure          | Nord          |                                                         |
| Ebblinghem            | Ebblinghem         | Nord          |                                                         |
| Hazebrouck            | Hazebrouck         | Nord          |                                                         |
| Strazeele             | Strazeele          | Nord          |                                                         |
| Lille-Porte de Douai  | Lilla              | Nord          |                                                         |
| Lille-Flandres        | Lilla              | Nord          | 50° 38′ 10.6″ N, 3° 4′ 15.4″ E / 50.636278°N,3.070944°E |